# Villanueva de Viver
Villanueva de Viver ist eine Gemeinde (Municipio) mit 98 Einwohnern (Stand: 2024) in der Provinz Castellón in der spanischen autonomomen Region Valencia. 

## Geographie
Villanueva de Viver liegt etwa 58 Kilometer westnordwestlich der Provinzhauptstadt Castellón de la Plana und etwa 67 Kilometer nordnordwestlich von Valencia im Bezirk Alto Mijares in einer Höhe von ca. 890 m. 

## Sehenswürdigkeiten

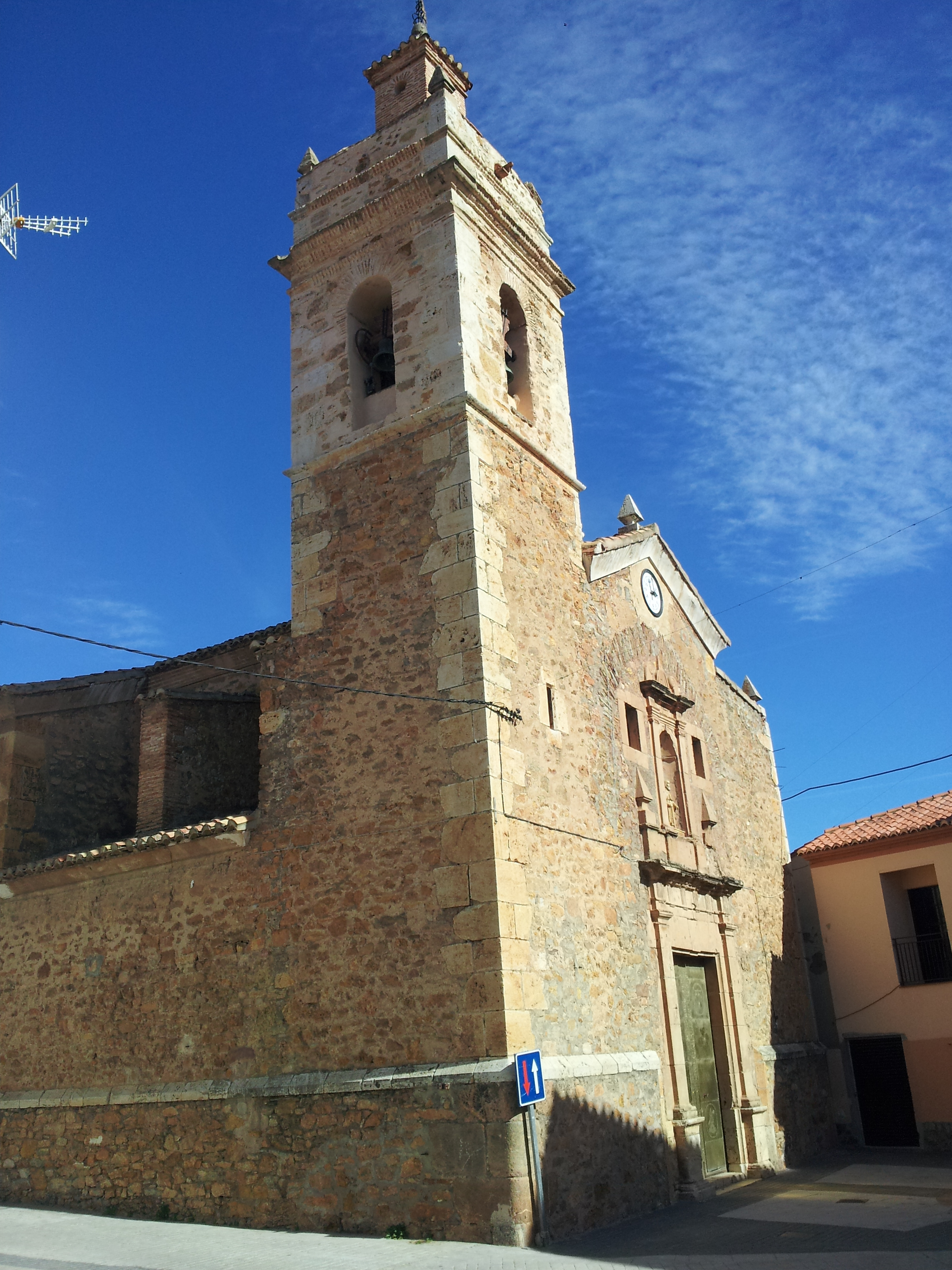
Franziskuskirche
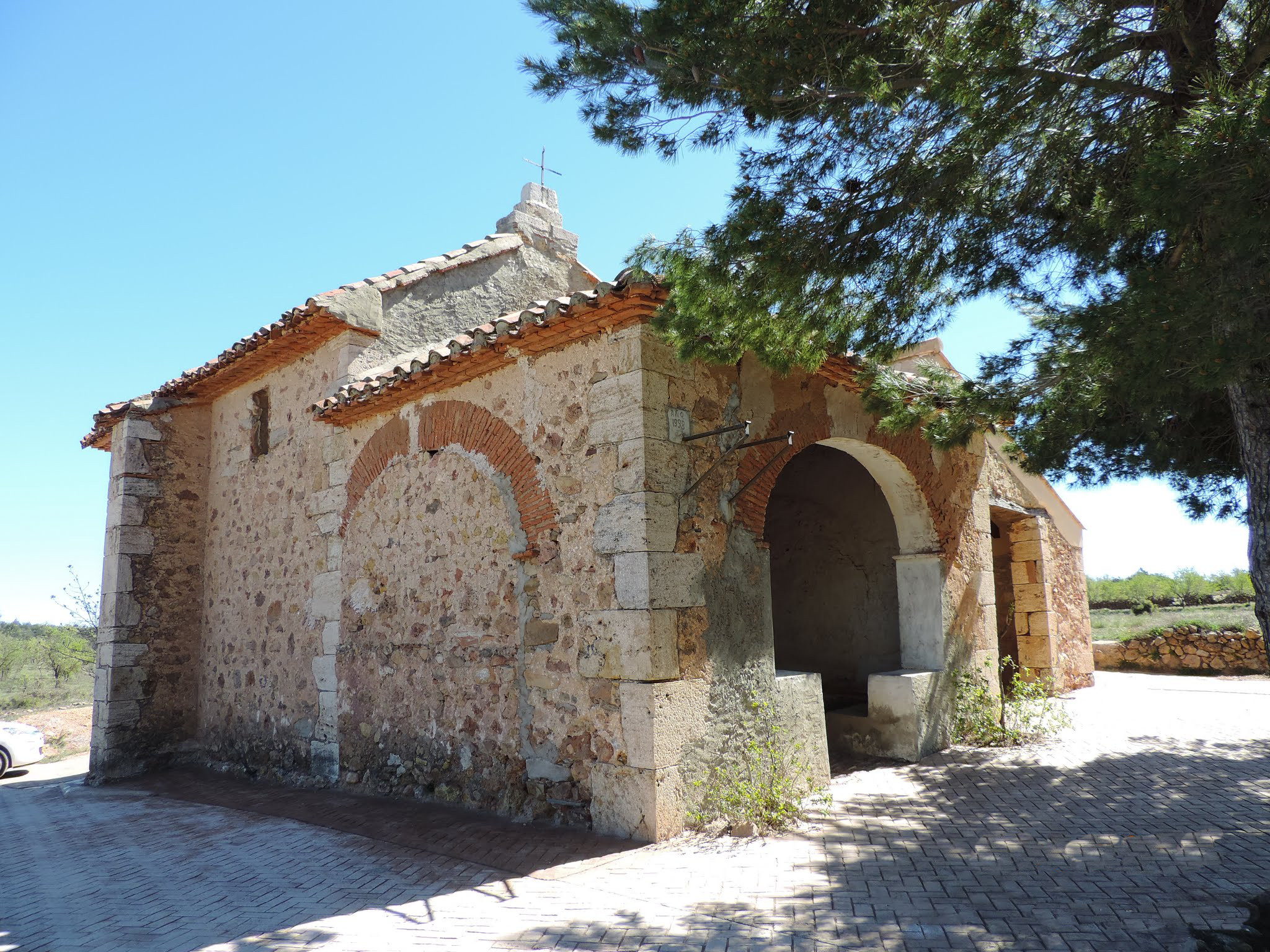
Martinskapelle
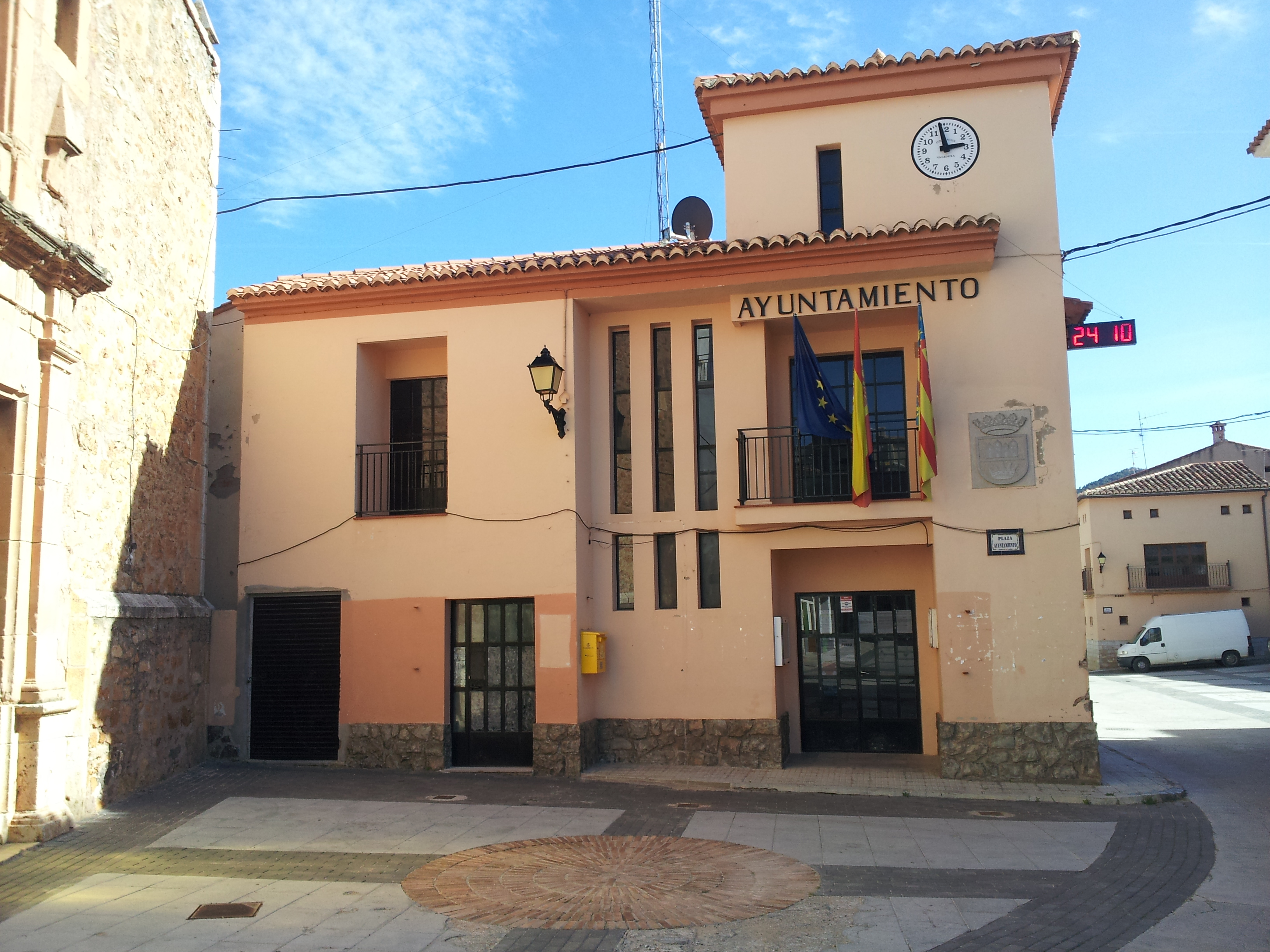
Rathaus

- Franziskuskirche
- Martinskapelle
- Rathaus